# Placidus Staeb
Placidus Staeb (Stäb) OSB, portug. Plácido Staeb (* 19. Juli 1887 in Faulherrenhof bei Dewangen als Thaddäus Stäb; † 6. August 1965 in Salvador da Bahia) war ein deutsch-brasilianischer Benediktinermönch, Abt der Abtei São Bento in Salvador da Bahia und Erzabt der Brasilianischen Benediktinerkongregation.

## Leben
Thaddäus Stäb stammte aus einem Vorort von Dewangen bei Aalen. Seine Eltern waren Thaddäus Stäb und Rosina Ebert-Stäb. Nach einer dreijährigen kaufmännischen Ausbildung arbeitete er sechs Jahre lang in der Bergwerks- und Gießereiverwaltung, bevor er sich für das Mönchsleben entschied und 1913 als Postulant für das brasilianische Kloster Santa Cruz de Quixadá in Ceará in das von Gérard van Caloen zur Nachwuchsgewinnung für Brasilien wiedergegründete Kloster Sint-Andries (Sevenkerken) im belgischen Brügge eintrat. Am 15. August 1913 reiste er mit der Gruppe um Pater Romuald Simmeth mit dem Schiff nach Brasilien, wo er im Kloster Santa Cruz am 19. September 1913 eingekleidet wurde, dann seine Gymnasialausbildung abschloss und am 29. August 1914 als Bruder Placidus das Noviziat begann. Am 14. September 1915 legte er (vor dem Prior Vanderillo Herpierre) seine zeitliche Profess ab. Bald darauf wurde er in das Kloster São Sebastião do Salvador versetzt. Von Abt Rupert Rudolf von Santa Cruz erhielt er am 9. Juli 1916 die 1. Tonsur und am 3. Dezember 1916 die Niederen Weihen. Am 5. Oktober 1918 legte Staeb die feierliche Profess ab und am 17. Juli 1920 empfing er durch den Erzbischof von Bahia und Primas von Brasilien, Jerônimo Tomé da Silva, die Subdiakonenweihe. Am 21. November 1920 folgte in der Kirche Santa Teresa die Diakonenweihe. Am 13. April 1921 übertrug er seine monastische Stabilität auf die Abtei São Bento in Salvador da Bahia. Am 24. April 1921 wurde Staeb vom Erzbischof-Primas Tomé da Silva in der alten Erlöserkathedrale zum Priester geweiht, worauf er als Pater Placidus am 27. April 1921 in der Abteikirche São Sebastião seine Primiz feierte.
In den Jahren 1924 bis 1930 hatte er in der Abtei São Bento verschiedene klösterliche Ämter inne, darunter jene des Subpriors, Subcellerars, Küchenmeisters und Cellerars, bis er am 1. Januar 1930 als Nachfolger des im Vorjahr verstorbenen Rupert Rudolf zum Abt des Klosters Salvador-Bahia gewählt wurde. Die Abtsweihe spendete ihm am 30. März 1930 Erzbischof Augusto Álvaro da Silva von Bahia unter Assistenz der Äbte Domingos de Silos Schelhorn (1882–1948) von São Paulo und Crisóstomo de Saegher, Administrator von Rio de Janeiro. Am 12. November 1934 erhielt Abt Placidus die brasilianische Staatsbürgerschaft. Im Jahr 1945 wurde Placidus Staeb am 30. Oktober in der Nachfolge des verstorbenen Abtbischofs Laurentius Zeller zum Erzabt der Brasilianischen Kongregation des Benediktinerordens gewählt und 1957 in diesem Amt bestätigt. Als Haupt seiner Benediktinerkongregation nahm Erzabt Placidus in den Jahren 1962 und 1964 als Konzilsvater an der ersten und dritten Session des Zweiten Vatikanischen Konzils teil.
Von 1945 bis 1948 war Placidus Staeb in der Nachfolge Zellers auch Administrator der Territorialprälatur Rio Branco (heutige Diözese Roraima).

## Ehrungen
- 1960: Großes Verdienstkreuz der Bundesrepublik Deutschland